# Moor Park (stanice metra v Londýně)
Moor Park je stanice metra v Londýně, otevřená 9. května 1910 jako Sandy Lodge. 18. října 1923 byla stanice přejmenována na Moor Park and Sandy Lodge a 25. října 1938 na dnešní název. Nachází se na lince:
- Metropolitan Line (mezi stanicemi Croxley nebo Rickmansworth a Northwood nebo Harrow-on-the-Hill)

| Rok  | Počet cestujících |
| ---- | ----------------- |
| 2011 | 0,82 mil          |
| 2012 | 0,81 mil          |
| 2013 | 0,82 mil          |
| 2014 | 0,89 mil          |